# Imbrasia truncata
Imbrasia truncata är en fjärilsart som beskrevs av Eugène Louis Bouvier. Imbrasia truncata ingår i släktet Imbrasia och familjen påfågelsspinnare. Inga underarter finns listade i Catalogue of Life.